# Дэвис, Айвен
Айвен Дэвис (англ. Ivan Roy Davis, Jr.; 4 февраля 1932, Электра, штат Техас — 12 марта 2018, Майами) — американский пианист.
Вырос в Нью-Мексико, начал учиться игре на фортепиано в возрасте 12 лет у своей родственницы. В 1952 г. получил степень бакалавра музыки в Университете Северного Техаса, где его наставником был итальянский специалист Сильвио Шонти. Получив фулбрайтовский грант, продолжил образование в римской Академии Санта-Чечилия у Карло Цекки. В период обучения в Риме дважды принял участие в Международном конкурсе пианистов имени Бузони (1956 и 1957), оба раза завоевав второе место.
Окончив академию в Риме в 1958 году, вернулся в США и в 1959 г. дебютировал в нью-йоркском Таун-холле, вызвав восторженные отзывы критики. В этот период сблизился с Владимиром Горовицем и брал у него уроки. В 1966 году с успехом провёл британские гастроли. В том же году начал преподавать в Университете Майами, где и работал вплоть до выхода на пенсию в 2008 году.
Выступал с ведущими оркестрами и дирижёрами США. Записал ряд альбомов преимущественно с романтическим сольным репертуаром: Карл Черни, Фридерик Шопен, Роберт Шуман, Ференц Лист, Луи Моро Готшалк, Эдвард Григ, П. И. Чайковский; выпустил также запись Рапсодии в стиле блюз Джорджа Гершвина (с Кливлендским оркестром, дирижёр Лорин Маазель).